# Karl Erik Hammargren
Karl Erik Hammargren, född 30 maj 1858 i Gideå, Västernorrlands län, död 3 juli 1894 i Kolkata, Indien, var en svensk filosof, religionsvetare, privatlärare och radikal. Han är känd som en av stiftarna till Föreningen Verdandi samt för sin osjälviska och självutplånande livsstil som han upprätthöll för att kunna hjälpa behövande människor. Den indiska nobelpristagaren Rabindranath Tagore höll ett hyllningstal över Hammargrens liv och gärning i samband sitt Sverigebesök 1921

## Biografi
Hammargren föddes 1858 i Gideå, i nuvarande Örnsköldsviks kommun, som son till kyrkoherde Carl Hammargren och dennes hustru Hilda Grape. Hammargren skrevs in som student vid Uppsala Universitet och Norrlands Nation 1877 och blev där snabbt känd som en udda karaktär. Hans studiekamrater oroade sig för honom och tvivlade på att Hammargren alls kunde ta hand som sig själv. För Hammargren hade pengar inget värde och han förde hellre sin etiska livsstil konsekvent, än att begagna sig materiella ting. Hammargren studerade flera år i Uppsala men gick aldrig upp och klarade av någon tentamen, men fick ändå ett rykte om sig som djupt kunnig inom religionsvetenskap och filosofi. Hans dominerande intresse och kunskap i indisk filosofi ledde fram till hans smeknamn "Indiska filosofen". Särdeles speciellt intresserad var Hammargren av Brahma-samaj-rörelsen och dess grundare Ram Mohan Roy. Men Hammargren studerade även matematik, naturvetenskap och orientaliska språk. Hammargren var även en mycket skicklig schackspelare. Vid en debattafton 1881 i Uppsala förutspådde han en minst lika inflytelserik som den Franska Revolutionen kommande revolution i Tsar-Ryssland.  1882 var han medstiftare till Föreningen Verdandi och 1886 anslöt han sig till rörelsen Brahma-samaj. Efter uppdraget att ordna indiska böcker i välgörenhetsorganisationen Toynbee Halls bibliotek i London 1888 - 1893 så begav sig Hammargren till Indien.
I Indien försörjde han sig som privatlärare i tyska och franska åt Kolkatas kulturelit, samtidigt som han fortsatte fördjupa sig i Indisk kultur och filosofi. Hans inkomster donerades nästintill oavkortat till behövande och själv sågs han vandra långa marscher i gassande sol mitt på dagen, utan ens ett par skor på fötterna. Den självuppoffrande, asketiska livsstilen slet hårt på Hammargren och han avled redan den 3 juli 1894 i Kolkata endast 36 år gammal och kremerades där enligt indisk sed.

## Arv och Eftermäle
Vid sitt Sverigebesök 1921 hyllade nobelpristagaren Rabindranath Tagore Hammargren, både för hans skicklighet som vetenskapsman och lärare men även för Hammargrens dedikation och föredömliga liv i barmhärtighetens tjänst och för Hammargrens djupa respekt för den Indiska kulturen. I staden Prabna i dagens Bangladesh, 25 mil nordöst om Kolkata finns ett efter Karl Erik Hammargren uppkallat kombinerat bibliotek och museum.  